# Frans Houben (scheidsrechter)
Frans Houben (Maria-Hoop, 27 februari 1947 – aldaar, 28 maart 2001) was een Nederlands voetbalscheidsrechter die eenmaal een internationale wedstrijd floot.

## Loopbaan
Houben floot vanaf 1986 in het Nederlands betaald voetbal. Zijn eerste wedstrijd was Helmond Sport-FC Volendam. Van 1989 tot 1991 was hij tevens internationaal arbiter. Vanwege het bereiken van de pensioengerechtigde leeftijd van 47 jaar, nam hij in 1994 afscheid.
Hij was vervolgens stafdocent van de scheidsrechtersopleiding van de KNVB. In 1999 deed de KNVB een beroep op Houben om een beladen amateurwedstrijd in Sittard te fluiten.
Hij overleed op 54-jarige leeftijd aan de gevolgen van kanker.

## Interlands
| Datum         | Plaats             | Wedstrijd              | Uitslag | Competitie        | Kreeg geel | Kreeg voor de tweede keer geel en dus rood | Weggestuurd |
| ------------- | ------------------ | ---------------------- | ------- | ----------------- | ---------- | ------------------------------------------ | ----------- |
| 28 maart 1990 | Glasgow, Schotland | Schotland – Argentinië | 1 – 0   | Vriendschappelijk | 0          | 0                                          | 0           |

Bijgewerkt t/m 27 januari 2014